# Seychellen-Schiebeschwanz-Fledermaus
Die Seychellen-Schiebeschwanz-Fledermaus (Coleura seychellensis) ist eine seltene, vom Aussterben bedrohte Fledermausart aus der Familie der Glattnasen-Freischwänze (Emballonuridae). Sie kommt ausschließlich auf den Seychellen-Inseln Silhouette und Mahé vor. Ehemalige Kolonien auf La Digue und Praslin sind erloschen.

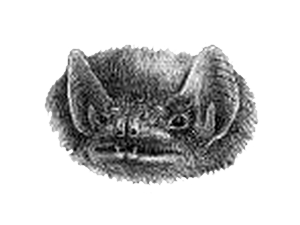
Kopfprofil der Seychellen-Schiebeschwanz-Fledermaus, Illustration von George Edward Dobson.

## Merkmale
Die Seychellen-Schiebeschwanz-Fledermaus erreicht eine Kopf-Rumpf-Länge von 55 bis 65 mm. Die Schwanzlänge beträgt 12 bis 20 mm, die Unterarmlänge 45 bis 56 mm und die Ohrenlänge 14,0 bis 15,9 mm. Bei den Männchen wurde ein Gewicht von 10,2 g gemessen, bei den Weibchen ein Gewicht von 11,1 g. Diese kleine Fledermaus hat ein rötlich braunes oder dunkelbraunes Fell mit einer helleren Unterseite. Der Trivialname Schiebeschwanz-Fledermaus bezieht sich auf eine Membran zwischen den Hinterbeinen. Durch die Stellung der Hinterbeine im Flug kann diese Membran verlängert oder verkürzt werden; sie schiebt sich über den Schwanz, was die Wendigkeit beim Fliegen vergrößert.

## Lebensraum
Die Seychellen-Schiebeschwanz-Fledermaus ist in den Küstengebieten anzutreffen. Ihre Wochenstube und die Schlafstellen befinden sich in Felshöhlen.  Eine Studie aus dem Jahr 2006 über die Nahrungssuche und die Aktivitätsmuster legte dar, dass die untersuchten Individuen nicht nur den Küstenwald für ihre Schlafstellen bevorzugten, sondern  auch bei der Nahrungssuche nahe an der Küste verblieben. Suchen nach der Art im Hochland schlugen fehl und nahezu alle Aufzeichnungen von Aktivitätsmustern stammen aus Küstenlebensräumen. Die Art benötigt vielfältige natürliche Waldhabitate mit einem reichhaltigen Insektenbestand, insbesondere mit Nachtfaltern und Käfern.

## Lebensweise
Die Art ist nachtaktiv und ernährt sich ausschließlich von Insekten. Bei Tageslicht ruhen die Fledermäuse in Höhlen. Wenn sie aufgeschreckt werden, klammern sich die Tiere oft mit allen vier Gliedmaßen und ihren Bäuchen an die Deckenoberfläche. Wenn sie entspannt sind, hängen sie mit ihren Füßen von der Decke. Die Weibchen bringen ihr einziges Junges während der Regenzeit (von November bis Dezember) zur Welt; manchmal auch zwischen März und April.

## Unterarten
Es werden zwei Unterarten der Seychellen-Schiebeschwanz-Fledermaus unterschieden: Coleura seychellensis seychellensis, die auf Mahé vorkommt und Coleura seychellensis silhouettae von der Insel Silhouette, die 1915 von Oldfield Thomas als eigenständige Art Coleura silhouettae beschrieben und 1971 von John Edwards Hill (1928–1997) als Unterart klassifiziert wurde. Beide Unterarten lebten in der Vergangenheit auch auf den Inseln La Digue und Praslin, diese Populationen sind jedoch seit 1980 beziehungsweise 2001 erloschen.

## Status
Die IUCN listet die Seychellen-Schiebeschwanz-Fledermaus in der Kategorie „vom Aussterben bedroht“ (critically endangered). Im Jahr 2010 wurde der Gesamtbestand auf circa 90 Exemplare geschätzt.